# Малые Юначки
Малые Юначки (укр. Малі Юначки) — село в Красиловском районе Хмельницкой области Украины.
Население по переписи 2001 года составляло 266 человек. Почтовый индекс — 31026. Телефонный код — 3855. Занимает площадь 1,319 км². Код КОАТУУ — 6822784806.

## Местный совет
31026, Хмельницкая обл., Красиловский р-н, с. Кременчуки, ул. Центральная, 1